# Христина Мирчева
Христина Илиева Мирчева е български историк, професор в Софийския университет.

## Биография
Родена е на 9 септември 1938 г. в София. През 1961 г. завършва история със специализация по Нова и най-нова история и архивистика в Софийския университет „Св. Климент Охридски“. През 1961 – 1962 г. е учител по история в Смолян, а през 1962 – 1963 г. в София. В периода 1968 – 1970 г. е редовен докторант по Нова и най-нова обща история в Софийския университет. От 1971 г. е асистент в същата катедра, а през 1973 г. става кандидат на историческите науки с изследването си „Великобритания и Суецката криза (юли-ноември 1956 г.)“. От 1973 г. е главен асистент, а през 1980 г. става доцент с труда си „Създаване и разширяване на Северноатлантическия блок (1949 – 1955 г.)“. От 1987 г. до 1989 г. е декан на Историческия факултет на Софийския университет. Член е на Aкадемичния съвет на Югозападния университет „Неофит Рилски“ в Благоевград и на Факултетния съвет на Историческия факултет. Умира на 27 септември 2016 г.

## Научна дейност
Научните ѝ интереси са в сферата на новата и най-новата световна история, международните отношения след Втората световна война, проблемите на обучението по нова и най-нова история, Близкия Изток. По-значими нейни трудове са:
- „Възникването на атлантизма и неговата военно-политическа стратегия (1945 – 1949)“ (1976)
- „История на международните отношения след Втората световна война“ (1987)
- „История на Съвременния свят“ (1995)
- „Близък изток. Интереси, амбиции и конфликти (1948 – 1988)“ (1996)
- „Съвременна история. Светът в историята на XX век“ (1999)
- „Югоизточна Азия. Традиции и съвременност“ (2001)
- „История на международните отношения в най-ново време“ (2002)